# Adenophora grandiflora
Adenophora grandiflora är en klockväxtart som beskrevs av Takenoshin Nakai. Adenophora grandiflora ingår i släktet kragklockor, och familjen klockväxter. Inga underarter finns listade i Catalogue of Life.